# Marvel: Avengers Alliance 2
Marvel: Avengers Alliance 2 es un videojuego de rol desarrollado por Playdom y publicado por Marvel Games para Android, iOS, Windows y Windows Phone. Fue lanzado en Filipinas el 27 de julio de 2015, y mundialmente el 30 de marzo de 2016. Incluye nuevos personajes además siendo en 3D. Disney canceló el juego el 30 de septiembre.

## Jugabilidad

### Combate
Cada superhéroe tiene sus propias habilidades que serán determinadas por su clase, y van desde ataques directos, de área, sigilosos, paralizar enemigos, etc. Se debe preparar al equipo de asalto según sus habilidades y tener en cuenta las vulnerabilidades de los oponentes. Para saber cuales son los mejores ataques, se pulsa sobre la habilidad del héroe que ataque a enemigos y se ve que enemigo es vulnerable y quien es resistente a ese ataque. Se utiliza esta información para que cada héroe ataque al villano adecuado.
Se puede elegir hasta un total de cinco de las cuales se pueden intercambiar y personalizar las tres primeras. Se puede saber cuáles son las habilidades del héroe en su perfil del personaje, y si se mantiene pulsada la habilidad se verá el efecto que tendrá en los enemigos.
Cuando se va una misión se puede elegir al equipo antes de entrar al combate. Cuando se está en el menú se puede ver la clase del enemigo que se encuentra en combate, es recomendable elegir al equipo de una clase más fuerte que los enemigos para conseguir ventaja táctica. Si no se hace esto se puede encontrar con enemigos resistentes a los ataques y será una derrota segura.
Una vez en combate, se elige la estrategia para atacar a los enemigos, es recomendable atacar a los más débiles a los cuales puedan derrotar más rápidamente antes de llegar a los jefes finales.
Cuando se está en combate y uno de los héroes está gravemente herido, se puede cambiar por un héroe de reserva antes de que se quede sin vida.

### Aliados
Marvel Avengers Alliance 2 tiene la opción de añadir un héroe aliado de otro jugador a tu grupo de combate, y que además de apoyo permite obtener plata. Si además se acepta ser un aliado, se obtendrán bonus de combate cada vez que se use ese personaje si el otro jugador está conectado.
Se puede conseguir aliados mediante las redes sociales como Twitter o Facebook compartiendo el código de aliado, el cual se encuentra en el botón de aliados, y en donde se puede introducir el código para que se faciliten los demás jugadores para añadirlos.

### Habilidades y mejoras
Se puede conseguir nuevas habilidades mediante células de energía, las cuales se consiguen realizando tareas diarias. Estas células dan habilidades de una estrella que usar con los héroes. También se puede comprar nuevas habilidades en el perfil del héroe en la sección de habilidades, se tiene que mantener pulsada una habilidad personalizable y elegir una de las bloqueadas, entonces se podrá comprar directamente con puntos AP.
Para mejorar las habilidades puede realizar diversos retos que darán estrellas para mejorar las habilidades cuando se alcance el nivel adecuado.

### Objetos de investigación
Para encontrar estos objetos se pulsa en la pestaña de investigación y se mantiene pulsado el dedo sobre uno de los objetos. Se abrirá una nueva ventana que mostrará las condiciones necesarias para encontrar ese objeto y donde se puede encontrar.

### Héroe gratis
En Marvel Avengers Alliance 2 se puede elegir un héroe gratis tras siete días de jugar al juego.

### Oro
Se puede conseguir oro después de cada batalla o comprarlo con dinero de la vida real que sirve para comprar objetos o mejorar a los personajes.

## Personajes

### Destacados
- Alliance
- Commander
  - Avengers
    - Black Widow
    - Hawkeye
    - Iron Man
    - Thor
    - Captain America
    - Hulk
    - Captain Marvel
    - Falcon
    - Vision

  - Guardians of the Galaxy
    - Star-Lord
    - Drax
    - Gamora
    - Groot
    - Rocket Raccoon

  - Nebula Corps
    - Nebula

  - Ant-Man (Scott)
  - War Machine
  - Nova (Sam)
  - Spider-Man (Miles)
  - Wasp
  - Yellow Jacket
  - Daredevil
  - Winter Soldier
  - Spider-Man
  - Agent 13
  - Angela
  - Moon Knight
  - Electro
  - Heimdall
  - Heroes for Hire
    - Luke Cage
    - Iron Fist (Yellow Jacket)

  - Roxxon Oil
    - M.O.D.O.K.

  - She-Hulk
  - Black Panther
  - Spider-Woman

### Apoyo
- S.H.I.E.L.D.
  - Maria Hill
  - Director Coulson

### Antagonistas
- Hydra
  - Strucker
  - Hydra Four
    - Militant
    - Bowman
    - Hammer
    - Tactical Force
- Sinister Syndicate
  - Doctor Octopus
  - Green Goblin
  - Lizard
  - Electro
  - Rhino
  - Mysterio
  - Shocker
  - Boomerang
  - Paladin
- Fixer
- Graviton
- Crossfire
- Ultron
- A.I.M.
  - Scientist Supreme
  - M.O.D.O.K.
- Ghost
- Crimson Dynamo
- Kree Empire
  - Ronan the Accuser
  - Tanalth the Pursuer
  - Wraith (Zak-Del)
  - Korath the Pursuer
- Ravagers
  - Yondu
- Titus
- Church of Truth
  - Magus
  - Cardinal Raker

### Otros
- Nova Corps (mención)
  - Nova (Jesse) (mención)
- Venom (mención)
- Hydro-Man (mención)
- All-Father (mención)
- Khonshu (mención)
- Spider-Man (Ultimate) (mención)
- Prowler (Ultimate) (mención)
- Loki (mención)
- Cassie Lang (mención)
- Thanos (mención)
- Adam Warlock (mención)